# Бурівщина (заказник)
Бурі́вщина — ентомологічний заказник місцевого значення в Україні. Один з об'єктів природно-заповідного фонду Полтавської області.

## Розташування
Розташований в межах Гребінківського району Полтавської області, між селами Тарасівка та Сотницьке.

## Загальні відомості
Площа 73,2 га. Заказник оголошено рішенням 27 сесії Полтавської обласної ради V скликання від 23 червня 2010 року. Перебуває у віданні: Тарасівська с/р — 38,3 га, Ульяновська с/р — 34,9 га.

## Мета
Основною метою створення заказника є збереження у природному стані водно-болотного та прибережного комплексів у долині річни Сліпорід — місць існування різноманітної ентомофауни та різних видів тварин.

## Значення
- Територія Заказника має велике значення, як водно-болотний та прибережний комплекси, де трапляються цінні види комах, занесені до Червоної книги України (жук-олень, дозорець-імператор, жовтюх торфовищний, махаон), та інших видів тварин;
- Проведення наукових досліджень і спостережень на території заказника.
- Підтримання загального екологічного балансу в регіоні.
- Поширення екологічних знань тощо.

Галерея
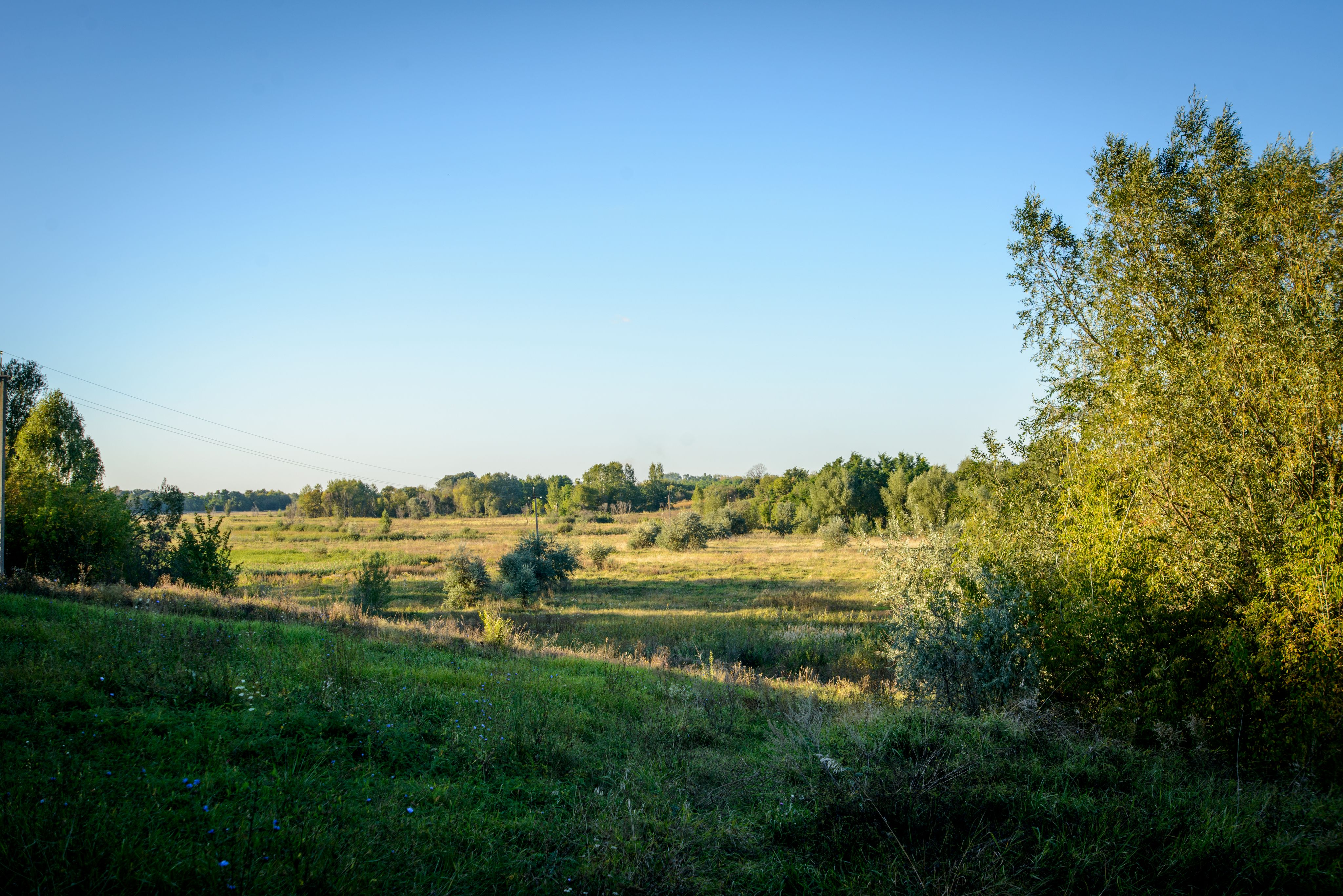
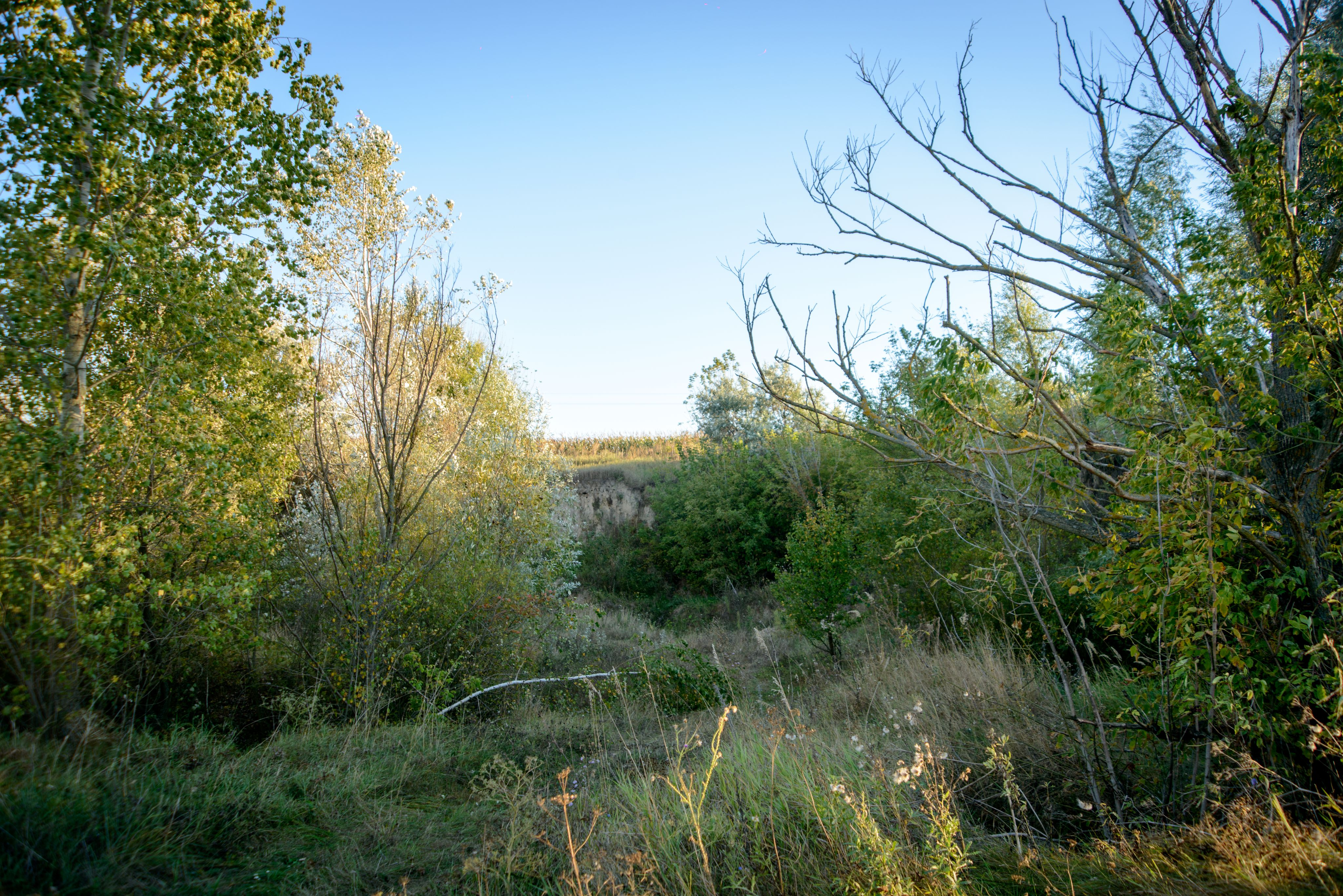
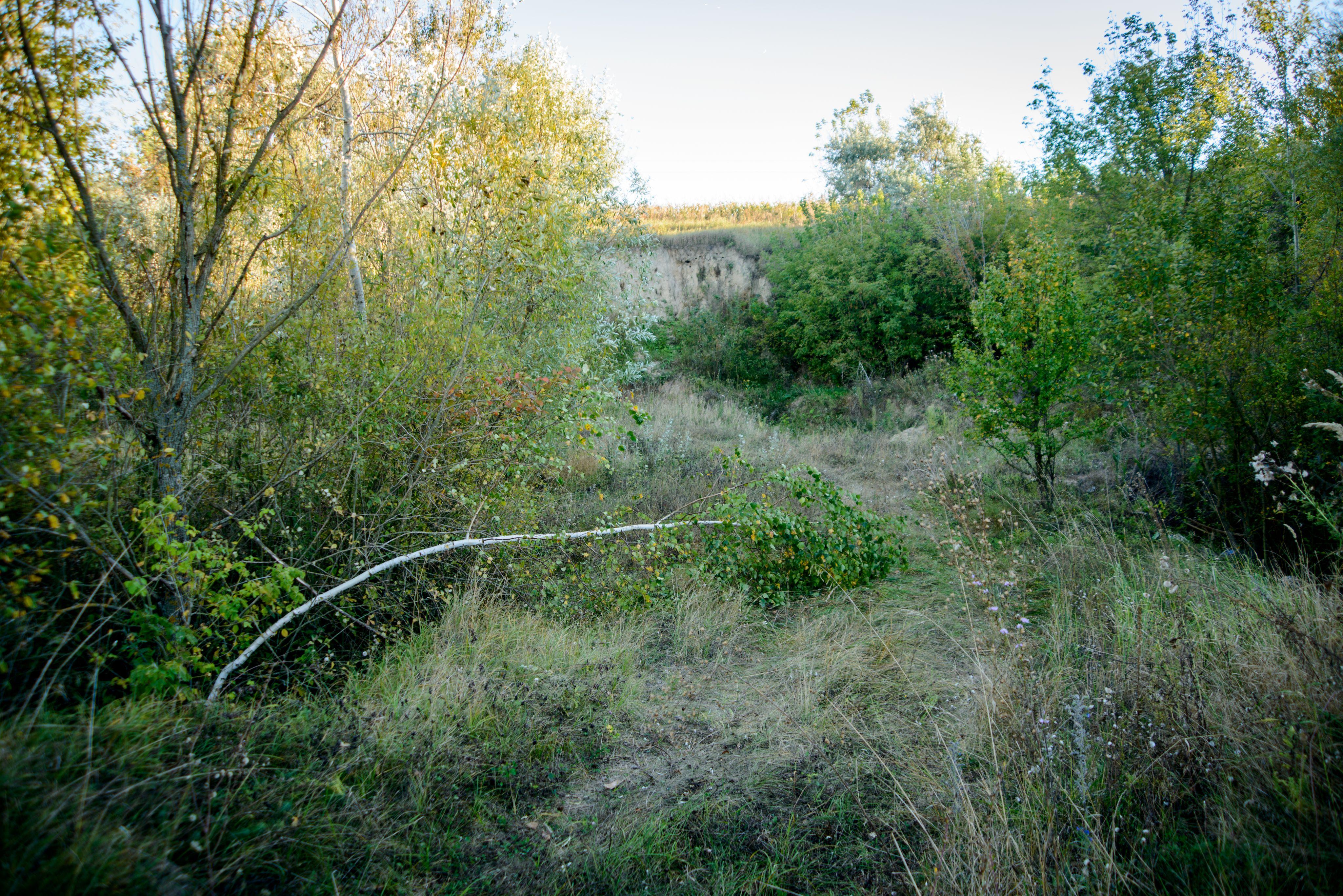
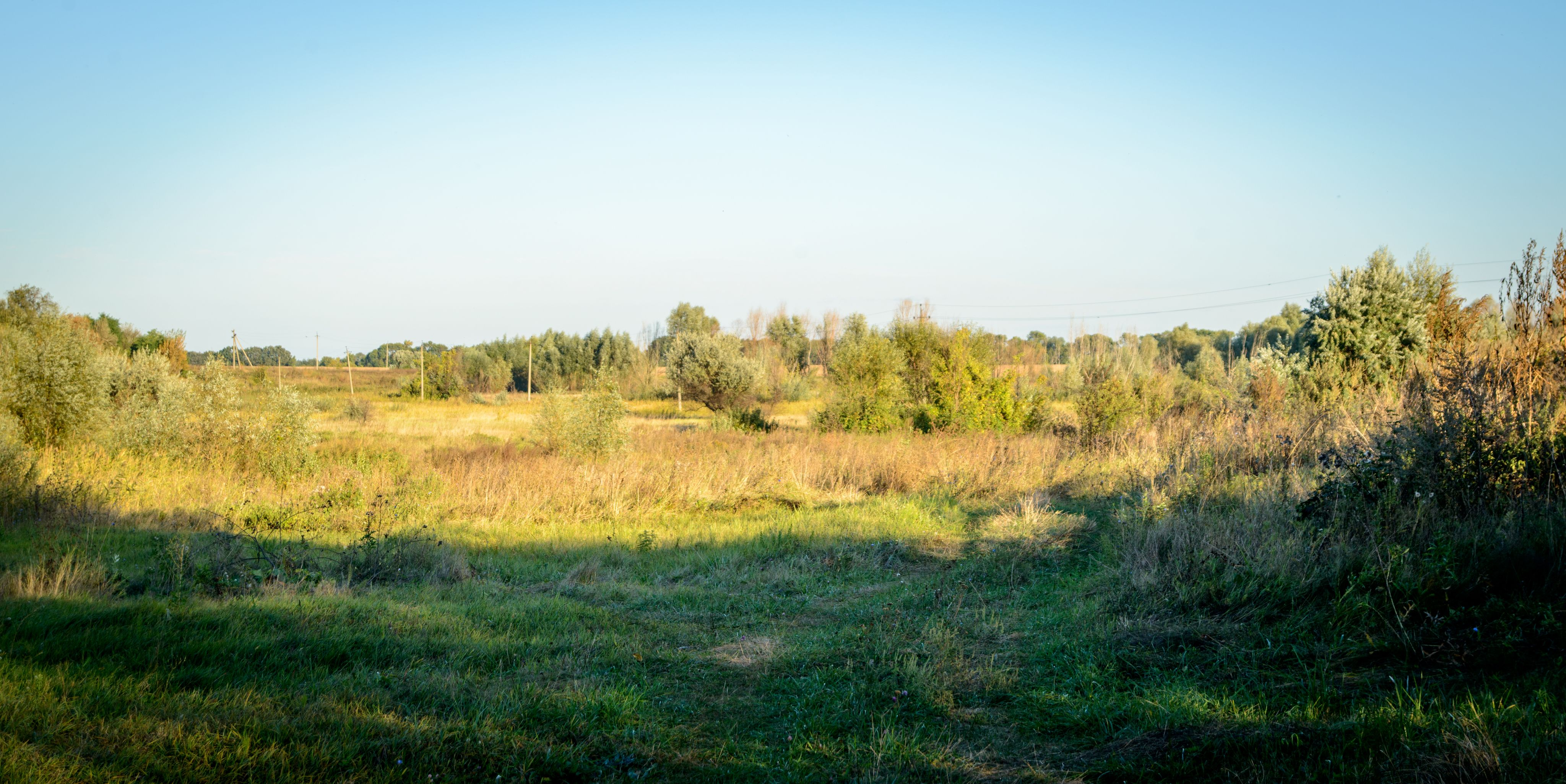
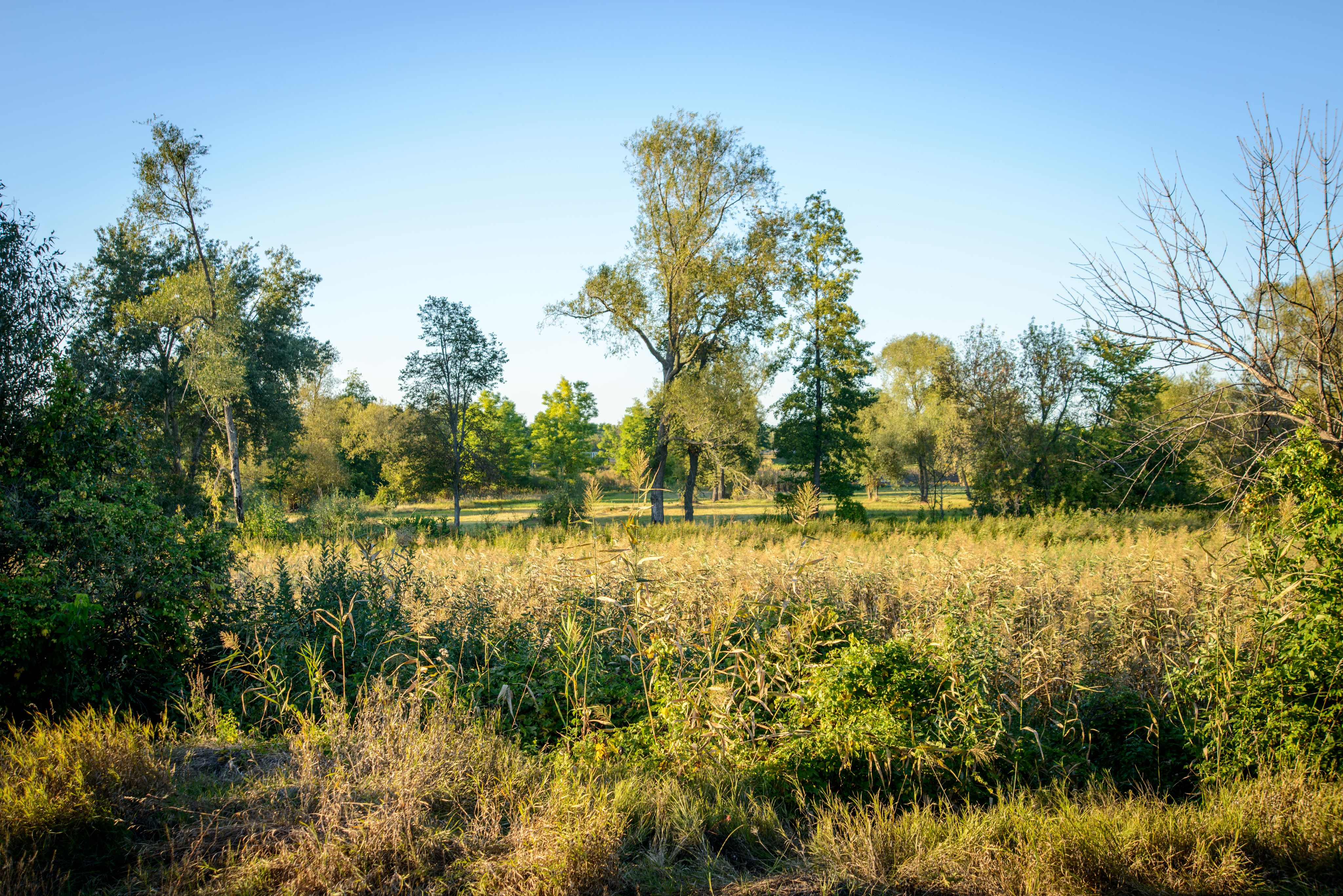
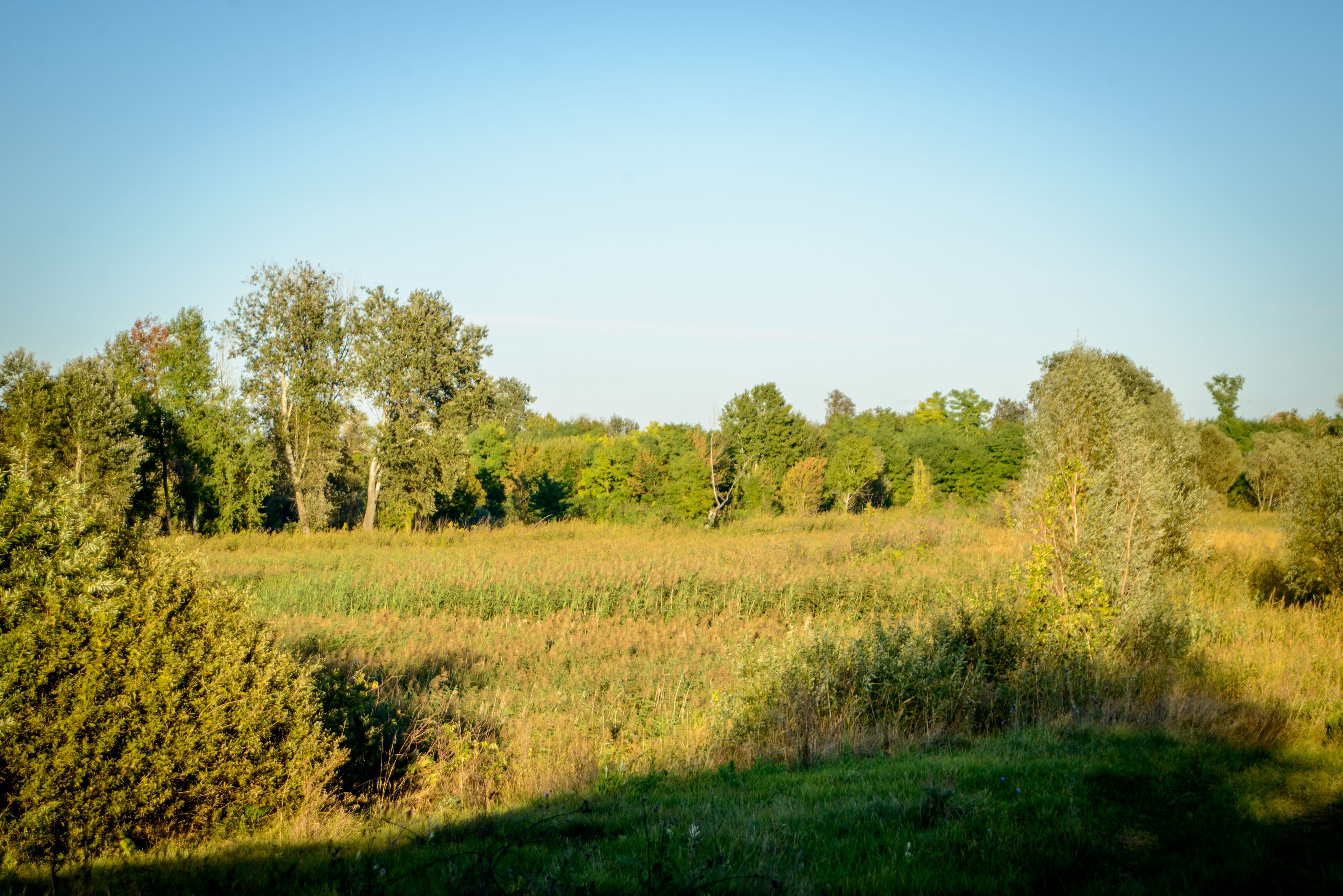
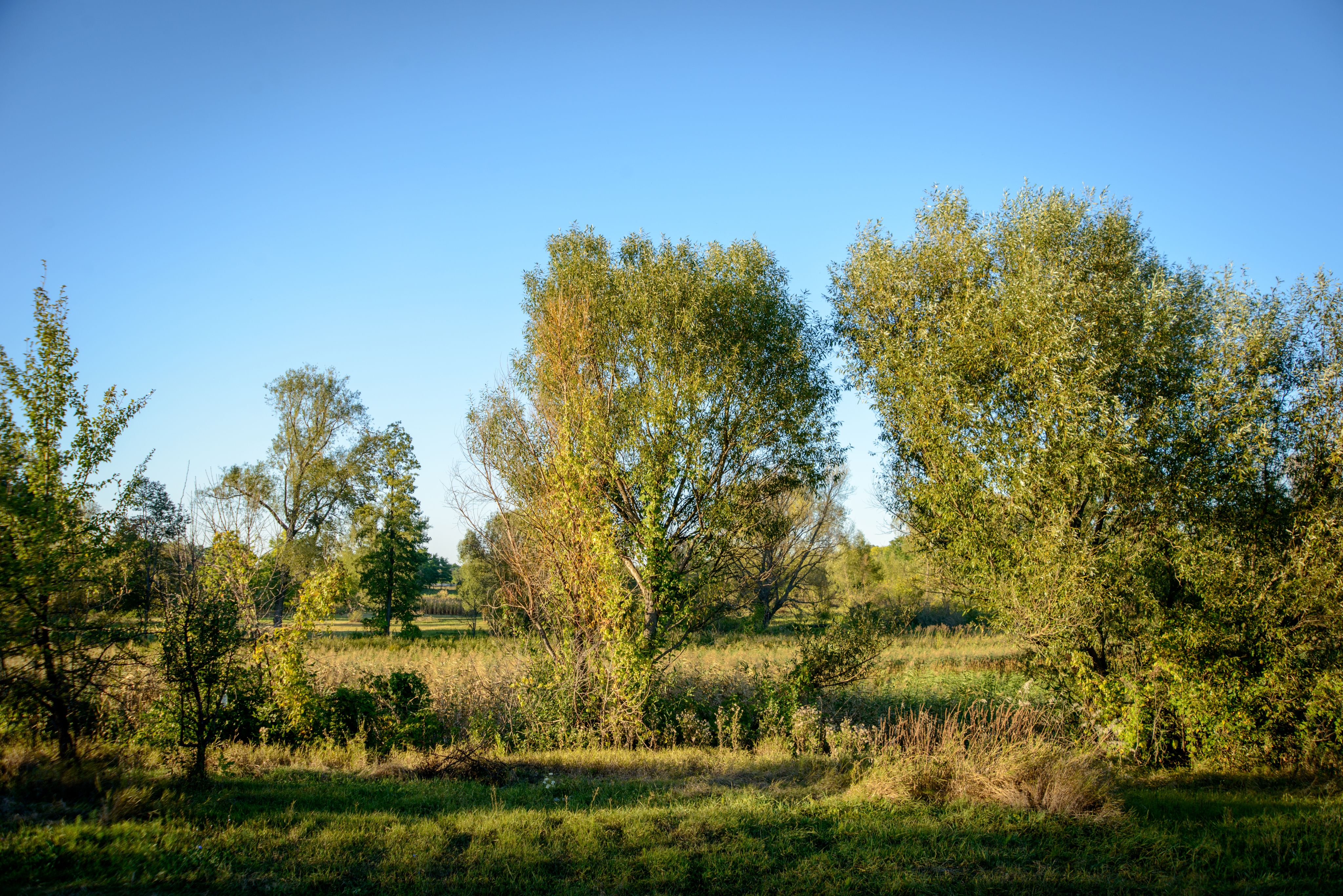
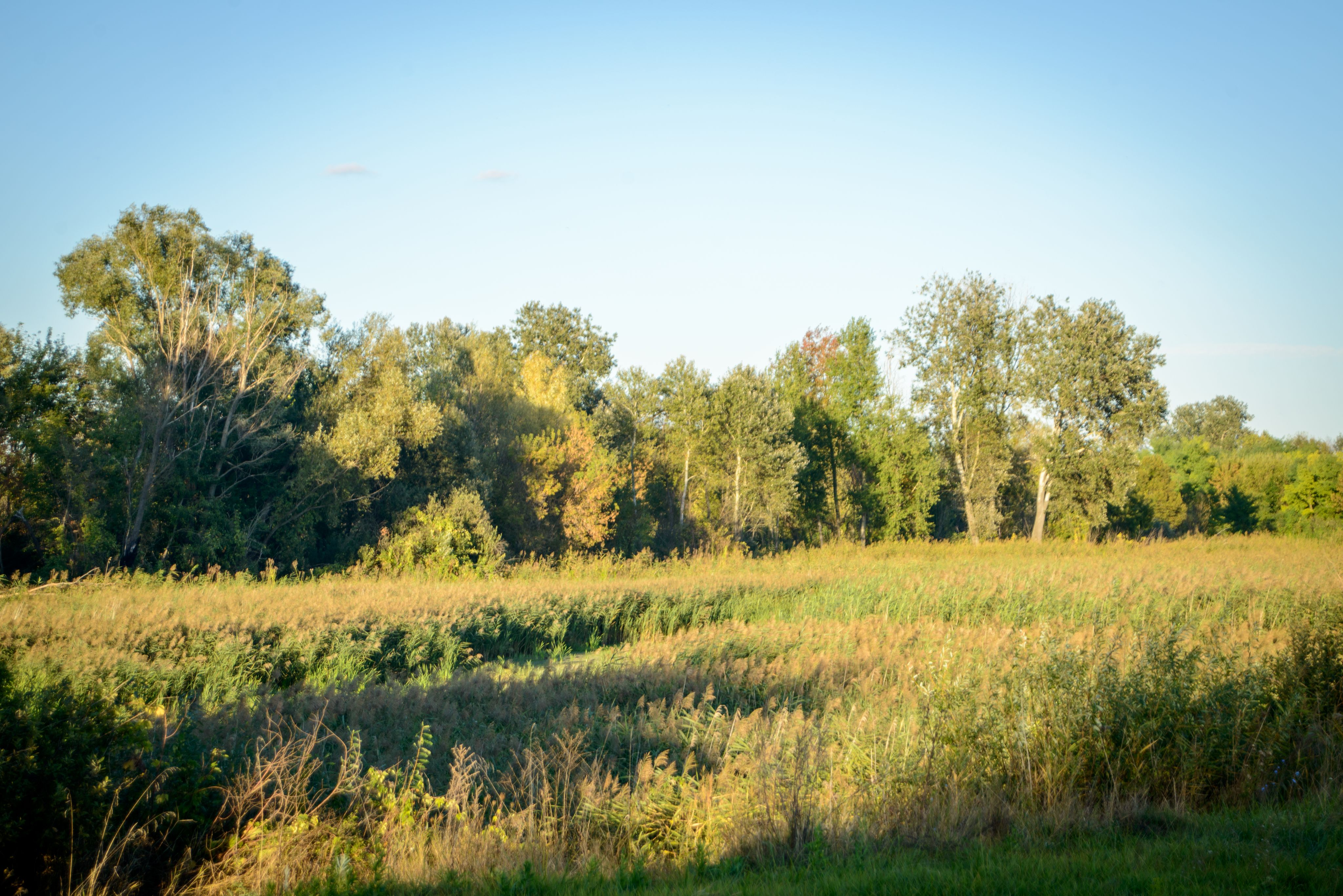